# قائمة الأحزاب السياسية في أندورا
لدى أندورا نظام متعدد الأحزاب. تغير النظام الحزبي في أندورا بشكل كبير منذ اعتماد الدستور الجديد في عام 1993. قبل ذلك، لم تكن هناك قيود وطنية في الانتخابات وكانت الأحزاب السياسية تقتصر أساسًا على الجماعات الضيقة.

## الأحزاب الحالية
| الحزب | الحزب | الحزب                          | الزعيم                  | الأيديولوجيا                         | مقاعد المجلس العام | الموقف السياسي | الموقف الأوروبي                                   |
| ----- | ----- | ------------------------------ | ----------------------- | ------------------------------------ | ------------------ | -------------- | ------------------------------------------------- |
|       |       | ديمقراطيو أندورا               | كزافييه إسبوت زامورا    | محافظة ليبرالية                      | 16 / 28            | يمين الوسط     | حزب تحالف الليبراليون والديمقراطيون من أجل أوروبا |
|       |       | المواطنون الملتزمون            | ديفيد بارو ريبا         | ليبرالية اجتماعيةبيئويةإقليمية       | 16 / 28            | وسطية          | حزب تحالف الليبراليون والديمقراطيون من أجل أوروبا |
|       |       | كونكورد                        | سيرني إسكاله كابري      | تقدميةبيئوية                         | 5 / 28             | يسارية         | -                                                 |
|       |       | الحزب الديمقراطي الاجتماعي     | بير لوبيز أغراس         | ديمقراطية اجتماعية                   | 3 / 28             | يسار الوسط     | حزب الاشتراكيين الأوروبيين                        |
|       |       | الديمقراطية الاجتماعية والتقدم | فيكتور ناودي            | ديمقراطية اجتماعية                   | 3 / 28             | يسار الوسط     | -                                                 |
|       |       | تقدم أندورا                    | كارين مونتانير رينود    | سيادويةشكوكية أوروبية                | 3 / 28             | يمينية         | -                                                 |
|       |       | حركة لأندورا                   | جوديث بالاريس إي كورتيس | ليبرالية اجتماعيةتقدميةموالاة أوروبا | 1 / 28             | وسطية          | حزب تحالف الليبراليون والديمقراطيون من أجل أوروبا |

### أحزاب خارج البرلمان
| الحزب | الحزب                 |
| ----- | --------------------- |
|       | مبادرة المواطنين      |
|       | خضر أندورا            |
|       | اتحاد لوريديان        |
|       | ليبراليو أندورا       |
|       | الاتحاد الوطني للتقدم |
|       | الطريق الثالث         |

## الأحزاب السابقة
- أندورا للتغيير
- المركز الديمقراطي الأندوري
- القرن 21
- الحزب الديمقراطي
- التجديد الديمقراطي
- المجموعة الديمقراطية الوطنية
- المركز الجديد
- الاتحاد الأبرشي لمجموعة المستقلين
- اتحاد أبرشية أوردينو
- الائتلاف الإصلاحي
- حزب تجديد أوردينو
- الاتحاد والحس السليم والتقدم
- الوحدة والتجديد